# Duffy

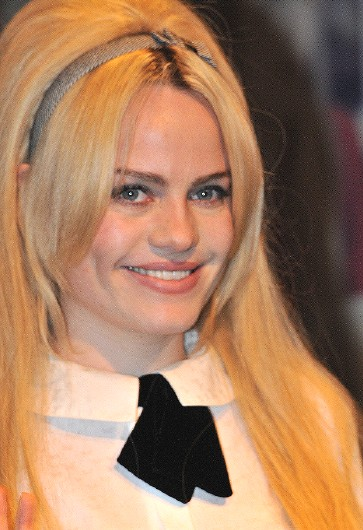
Duffy (2011)

Aimee Ann Duffy (* 23. Juni 1984 in Bangor, Gwynedd) ist eine britische Soul-Pop-Sängerin, Songwriterin und Grammy-Preisträgerin. Sie hat zwei Alben veröffentlicht.

## Leben und Karriere
Nach dem Ende ihrer schulischen Ausbildung versuchte Duffy, ihren Lebensunterhalt als Sängerin zu bestreiten, was sich als sehr mühsam herausstellte. Dass sie trotzdem nicht aufgab, führte sie selbst auf den Umzug ihrer Familie innerhalb von Wales zurück: Mit zehn Jahren musste sie Englisch lernen; eine Sprache, in der sie sich noch nicht richtig wohlfühlte. Daher wurde Musik ihr Ausdrucksmittel.
Nach ihrer Rückkehr nach Wales hatte sie 2003 einen ersten kommerziellen Erfolg. In der Castingshow Wawffactor im walisischen Fernsehen belegte sie 2003 den zweiten Platz. Im Jahr darauf machte sie ihre ersten Aufnahmen und war als Sängerin auf einem Album der englischen Band Mint Royale zu hören.
Entdeckt wurde Duffy dann von Jeanette Lee (ehemals Public Image Ltd), die sie zum Label Rough Trade brachte und gesanglich förderte. Mit erfolgreichen Musikern wie Bernard Butler (Mitglied von Suede und McAlmont & Butler) und Jimmy Hogarth (unter anderem Produzent von James Blunt und KT Tunstall) wurde in den folgenden Jahren ihr Debütalbum Rockferry produziert. 2007 nahm A&M Records sie unter Vertrag. Der Titelsong des Albums wurde am 3. Dezember als limitierte Single veröffentlicht. Dazu kamen zwei Fernsehauftritte gegen Jahresende, die sie weiter bekannt machten.
Bei der alljährlichen BBC-Prognose, welche Musiker im Folgejahr den Durchbruch schaffen würden (Sound of 2008), belegte sie nach Adele Platz 2. Im Februar 2008 wurde der Song Mercy als erste offizielle Veröffentlichung herausgebracht und erreichte bereits in der ersten Woche allein durch Internet-Downloads Platz 1 in Großbritannien. Mercy wurde dann auch international ein großer Erfolg und stieg auch in den deutschsprachigen Ländern auf Platz 1. Das Album Rockferry wurde mit über 1,5 Millionen verkauften Exemplaren das meistverkaufte des Jahres in ihrer Heimat.
Ihr zweites Album Endlessly erschien im November 2010; sie hatte die Songs zusammen mit dem seit Jahrzehnten erfolgreichen Songschreiber und Musiker Albert Hammond erarbeitet. Die Platte wurde in London und New York aufgenommen. Als erste Singleauskopplung wurde der Song Well Well Well gewählt.
Duffys Musik wird auch in zahlreichen Filmen wie Bride Wars oder Die nackte Wahrheit (beide 2009) genutzt. Zu dem ebenfalls 2009 erschienenen britischen Coming-of-Age-Filmdrama An Education steuerte sie für eine Nachtclubszene den Song Smoke Without Fire bei.
Im Februar 2020 gab Duffy bekannt, dass sie sich nach einer mehrtägigen Entführung, während der sie unter Drogen gesetzt und vergewaltigt wurde, mehrere Jahre aus der Öffentlichkeit zurückgezogen hatte, um das Erlebte zu verarbeiten.

## Musikalischer Stil
Duffys Songs sind im Stil des Soul-Pops der 1960er Jahre gehalten. Sie folgt damit einem Trend, mit dem unter anderem Amy Winehouse, Joss Stone und Adele erfolgreich waren.

## Auszeichnungen
Grammy Awards
- 2009 erhielt Duffy für ihr Album Rockferry einen Grammy in der Kategorie Bestes Gesangsalbum – Pop. Daneben war sie für zwei weitere Grammys nominiert: Für den Song Mercy in der Kategorie Beste weibliche Gesangsdarbietung – Pop sowie in der Kategorie Bester neuer Künstler.

BRIT Awards
- 2009 gewann Duffy in den Kategorien British female solo artist und British breakthrough act; Rockferry wurde als bestes britisches Album ausgezeichnet. Duffys Hit Mercy war außerdem in der Kategorie British single nominiert. Mit drei Preisen bei vier Nominierungen war sie die Erfolgreichste unter allen Ausgezeichneten. Einen Preis bekam auch Bernard Butler, der Produzent des Albums.

## Diskografie

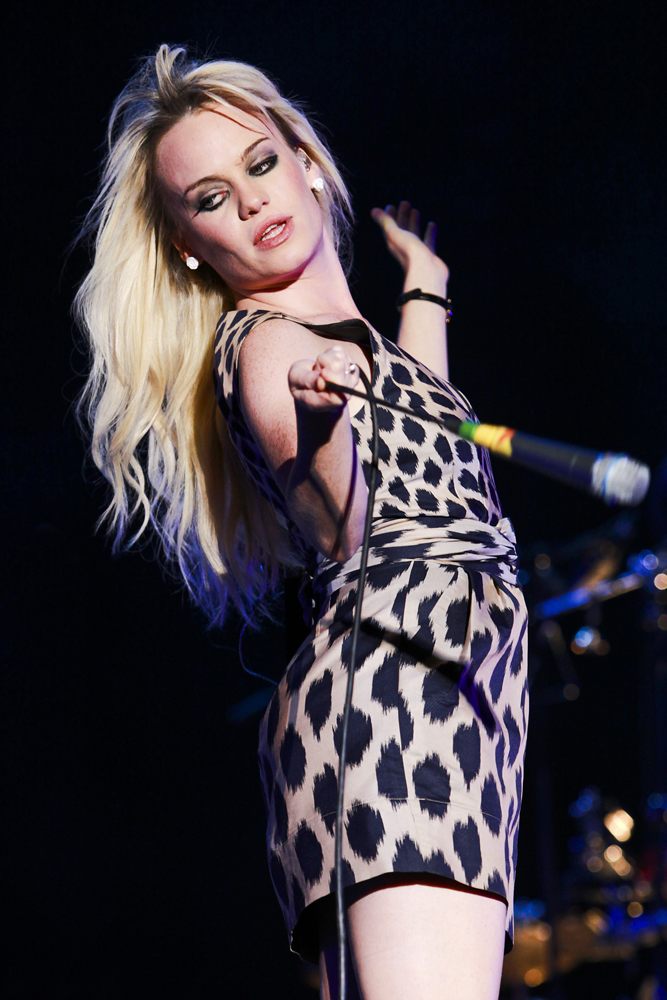
Duffy in Lissabon (2009)

### Studioalben
| Jahr | Titel     | Höchstplatzierung, Gesamtwochen, AuszeichnungChartplatzierungen (Jahr, Titel, Platzierungen, Wochen, Auszeichnungen, Anmerkungen) | Höchstplatzierung, Gesamtwochen, AuszeichnungChartplatzierungen (Jahr, Titel, Platzierungen, Wochen, Auszeichnungen, Anmerkungen) | Höchstplatzierung, Gesamtwochen, AuszeichnungChartplatzierungen (Jahr, Titel, Platzierungen, Wochen, Auszeichnungen, Anmerkungen) | Höchstplatzierung, Gesamtwochen, AuszeichnungChartplatzierungen (Jahr, Titel, Platzierungen, Wochen, Auszeichnungen, Anmerkungen) | Höchstplatzierung, Gesamtwochen, AuszeichnungChartplatzierungen (Jahr, Titel, Platzierungen, Wochen, Auszeichnungen, Anmerkungen) | Anmerkungen                             |
| Jahr | Titel     | DE | AT | CH | UK | US | Anmerkungen                             |
| ---- | --------- | --- | --- | --- | --- | --- | --------------------------------------- |
| 2008 | Rockferry | DE3 ×2Doppelplatin · (78 Wo.)DE                                                                                                   | AT2 Platin · (37 Wo.)AT | CH1 ×3Dreifachplatin · (62 Wo.)CH                                                                                                 | UK1 ×7Siebenfachplatin · (102 Wo.)UK                                                                                              | US4 Gold · (49 Wo.)US | Erstveröffentlichung: 3. März 2008      |
| 2010 | Endlessly | DE15 (11 Wo.)DE | AT17 (8 Wo.)AT | CH10 Gold · (12 Wo.)CH | UK9 Gold · (15 Wo.)UK | US72 (4 Wo.)US | Erstveröffentlichung: 26. November 2010 |

### EPs
- 2004: Aimée Duffy
- 2008: Live from London
- 2008: FNMTV Live
- 2009: Deluxe EP
- 2009: Live at the Theater of Living Arts – 6 August 2008
- 2010: Spotify Session
- 2011: NRJ Live Sessions: Duffy

### Singles
| Jahr | Titel Album                                      | Höchstplatzierung, Gesamtwochen, AuszeichnungChartplatzierungen (Jahr, Titel, Album, Platzierungen, Wochen, Auszeichnungen, Anmerkungen) | Höchstplatzierung, Gesamtwochen, AuszeichnungChartplatzierungen (Jahr, Titel, Album, Platzierungen, Wochen, Auszeichnungen, Anmerkungen) | Höchstplatzierung, Gesamtwochen, AuszeichnungChartplatzierungen (Jahr, Titel, Album, Platzierungen, Wochen, Auszeichnungen, Anmerkungen) | Höchstplatzierung, Gesamtwochen, AuszeichnungChartplatzierungen (Jahr, Titel, Album, Platzierungen, Wochen, Auszeichnungen, Anmerkungen) | Höchstplatzierung, Gesamtwochen, AuszeichnungChartplatzierungen (Jahr, Titel, Album, Platzierungen, Wochen, Auszeichnungen, Anmerkungen) | Anmerkungen                             |
| Jahr | Titel Album                                      | DE | AT | CH | UK | US | Anmerkungen                             |
| ---- | ------------------------------------------------ | --- | --- | --- | --- | --- | --------------------------------------- |
| 2007 | Rockferry                                        | — | — | CH35 (4 Wo.)CH | UK45 (11 Wo.)UK | — | Erstveröffentlichung: 19. November 2007 |
| 2008 | Mercy Rockferry                                  | DE1 Platin · (42 Wo.)DE | AT1 Gold · (42 Wo.)AT | CH1 Platin · (65 Wo.)CH | UK1 ×2Doppelplatin · (57 Wo.)UK | US27 Platin · (20 Wo.)US | Erstveröffentlichung: 11. Februar 2008  |
| 2008 | Warwick Avenue Rockferry                         | DE12 Gold · (26 Wo.)DE | AT17 (22 Wo.)AT | CH12 (40 Wo.)CH | UK3 Platin · (37 Wo.)UK | — | Erstveröffentlichung: 27. April 2008    |
| 2008 | Stepping Stone Rockferry                         | — | — | CH49 (6 Wo.)CH | UK21 (12 Wo.)UK | — | Erstveröffentlichung: 17. August 2008   |
| 2008 | Rain on Your Parade Rockferry (Ltd. Deluxe Edt.) | DE29 (19 Wo.)DE | AT29 (11 Wo.)AT | CH25 (16 Wo.)CH | UK15 (15 Wo.)UK | — | Erstveröffentlichung: 17. November 2008 |
| 2010 | Well Well Well Endlessly                         | DE24 (12 Wo.)DE | AT33 (5 Wo.)AT | CH19 (10 Wo.)CH | UK41 (3 Wo.)UK | — | Erstveröffentlichung: 22. November 2010 |

## Auszeichnungen für Musikverkäufe
| Goldene Schallplatte - Belgien - 2008: für die Single Mercy - Brasilien - 2024: für die Single Mercy - Dänemark - 2011: für das Album Endlessly - 2024: für die Single Stepping Stone - GCC - 2010: für das Album Rockferry - Kanada - 2008: für das Album Rockferry - Portugal - 2008: für das Album Rockferry - Schweden - 2008: für die Single Mercy - 2011: für das Album Endlessly | Platin-Schallplatte - Australien - 2009: für die Single Mercy - Dänemark - 2008: für die Single Warwick Avenue - Finnland - 2013: für das Album Rockferry - Griechenland - 2008: für das Album Rockferry - Neuseeland - 2013: für die Single Mercy - Niederlande - 2008: für das Album Rockferry - Polen - 2008: für das Album Rockferry - Spanien - 2009: für das Album Rockferry 3× Goldene Schallplatte - Russland - 2008: für das Album Rockferry | 2× Platin-Schallplatte - Australien - 2008: für das Album Rockferry - Belgien - 2009: für das Album Rockferry - Dänemark - 2008: für die Single Mercy - Schweden - 2008: für das Album Rockferry 3× Platin-Schallplatte - Irland - 2008: für das Album Rockferry - Neuseeland - 2008: für das Album Rockferry - Spanien - 2008: für die Single Mercy 4× Platin-Schallplatte - Europa - 2009: für das Album Rockferry 8× Platin-Schallplatte - Dänemark - 2025: für das Album Rockferry |

Anmerkung: Auszeichnungen in Ländern aus den Charttabellen bzw. Chartboxen sind in ebendiesen zu finden.
| Land/RegionAuszeichnungen für Musikverkäufe (Land/Region, Auszeichnungen, Verkäufe, Quellen) | Gold       | Platin       | Verkäufe    | Quellen                                                     |
| -------------------------------------------------------------------------------------------- | ---------- | ------------ | ----------- | ----------------------------------------------------------- |
| Australien (ARIA)                                                                            | —          | 3× Platin3   | 210.000     | aria.com.au                                                 |
| Belgien (BRMA)                                                                               | Gold1      | 2× Platin2   | 75.000      | ultratop.be                                                 |
| Brasilien (PMB)                                                                              | Gold1      | —            | 30.000      | pro-musicabr.org.br                                         |
| Dänemark (IFPI)                                                                              | 2× Gold2   | 11× Platin11 | 265.000     | ifpi.dk hitlisten.nu                                        |
| Deutschland (BVMI)                                                                           | Gold1      | 3× Platin3   | 950.000     | musikindustrie.de                                           |
| Europa (IFPI)                                                                                | —          | 4× Platin4   | (4.000.000) | ifpi.org                                                    |
| Finnland (IFPI)                                                                              | —          | Platin1      | 40.743      | ifpi.fi                                                     |
| Golf-Kooperationsrat (IFPI)                                                                  | Gold1      | —            | 3.000       | ifpi.org                                                    |
| Griechenland (IFPI)                                                                          | —          | Platin1      | 15.000      | ifpi.gr (Memento vom 16. Dezember 2008 im Internet Archive) |
| Irland (IRMA)                                                                                | —          | 3× Platin3   | 45.000      | irishcharts.ie                                              |
| Kanada (MC)                                                                                  | Gold1      | —            | 40.000      | musiccanada.com                                             |
| Neuseeland (RMNZ)                                                                            | —          | 4× Platin4   | 60.000      | aotearoamusiccharts.co.nz NZ2                               |
| Niederlande (NVPI)                                                                           | —          | Platin1      | 60.000      | nvpi.nl                                                     |
| Österreich (IFPI)                                                                            | Gold1      | Platin1      | 25.000      | ifpi.at                                                     |
| Polen (ZPAV)                                                                                 | —          | Platin1      | 20.000      | olis.pl                                                     |
| Portugal (AFP)                                                                               | Gold1      | —            | 10.000      | Einzelnachweise                                             |
| Russland (NFPF)                                                                              | Gold1      | Platin1      | 30.000      | 2m-online.ru                                                |
| Schweden (IFPI)                                                                              | 2× Gold2   | 2× Platin2   | 110.000     | sverigetopplistan.se                                        |
| Schweiz (IFPI)                                                                               | Gold1      | 4× Platin4   | 135.000     | hitparade.ch                                                |
| Spanien (Promusicae)                                                                         | —          | 4× Platin4   | 120.000     | elportaldemusica.es ES2                                     |
| Vereinigte Staaten (RIAA)                                                                    | Gold1      | Platin1      | 1.500.000   | riaa.com                                                    |
| Vereinigtes Königreich (BPI)                                                                 | Gold1      | 10× Platin10 | 4.000.000   | bpi.co.uk                                                   |
| Insgesamt                                                                                    | 15× Gold15 | 57× Platin57 |             |                                                             |